# 志村有弘
志村 有弘（しむら くにひろ、1941年1月19日 - ）は、日本文学研究者、文芸評論家、相模女子大学名誉教授。

## 略歴
北海道深川市生まれ。
立教大学文学部日本文学科卒業。立教大学大学院日本文学専攻博士課程満期退学。1966年、立教高校教諭。梅光女学院大学助教授、1978年相模女子大学助教授、教授、2006年定年、名誉教授。

## 人物
- 日本の古典、近代文学を問わず、怪奇もの、ミステリー、歴史小説などについて多くの著述を行っている。
- 姓氏や家系、苗字に関する著述もあり、苗字や家系に関する専門的な研究も多数ある。
- 妻はアトムメディカル会長だった松原与四郎の長女[3]。

## 著書

### 単著
- 『中世説話文学研究序説』桜楓社、1974
- 『芥川竜之介周辺の作家 一つの文壇側面史』笠間書院、1975
- 『芥川竜之介の回想 芸術と宿命』笠間書院、1975
- 『往生伝研究序説 説話文学の一側面』桜楓社、1976
- 『近代作家と古典 歴史文学の展開』笠間書院、1977
- 『説話文学の構想と伝承』明治書院、1982
- 『伝説の時代 古代・中世人の思想』1984　教育社歴史新書
- 『九州文化百年史 文学と風土』財界九州社、1988
- 『異形の伝説 伝承文学考』国書刊行会、1989
- 『版画無法松の一生 岩下俊作の世界』秋山巌版画　春陽堂、1989
- 『歴史小説と大衆文学』宮本企画、かたりべ叢書 1990
- 『異界への旅』勁文社、1991
- 『奇談の伝承 説話の世界』明治書院、1991
- 『信長戦記 信長公記の世界』教育社、1992
- 『妖異・怨霊・奇談 日本妖界紀行』朝文社、1992
- 『芥川竜之介伝説』朝文社、1993
- 『応仁記』勉誠社、日本合戦騒動叢書 1994
- 『平安京のゴーストバスター 陰陽師安倍晴明』角川書店、1995 のち角川ソフィア文庫
- 『鬼と天狗のものがたり』西山竜平絵　勉誠社、親子で楽しむ歴史と古典 1996
- 『川角太閤記』勉誠社、日本合戦騒動叢書 1996
- 『超人役行者小角』角川書店、1996　「鬼人役行者小角」ソフィア文庫
- 『江戸のホラー 稲生物怪録』勉誠社、親子で楽しむ歴史と古典 1997
- 『陰陽師安倍晴明』勉誠社、親子で楽しむ歴史と古典 1997
- 『日本人の死生観 時代のヒーローたちのみごとな生きざま死にざま』ニュートンプレス、1998
- 『神ともののけ』勉誠出版、遊学叢書 1999
- 『賤ケ嶽合戦記』勉誠出版、日本合戦騒動叢書 1999
- 『陰陽師列伝 日本史の闇の血脈』学習研究社、2000
- 『夢枕獏と安倍晴明』桜桃書房、2001
- 『金子みすゞと清水澄子の詩』勉誠出版、べんせいライブラリー 青春文芸セレクション 2002
- 『図解雑学 豊臣秀吉』ナツメ社、2002
- 『林富士馬の文学』鼎書房、2002
- 『平家物語の旅 源平時代を歩く』勉誠出版、2003
- 『悪霊祓い師物語 陰陽師と密教僧』大法輪閣、2004
- 『羅城門の怪 異界往来伝奇譚』角川選書、2004
- 『のたれ死にでもよいではないか』新典社新書、2008
- 『愛と信義の人』勉誠出版、人間愛叢書 2009
- 『こんなに優しい日本人』勉誠出版、人間愛叢書 2009
- 『戦前の猟奇残虐事件簿』2011　河出文庫
- 『忘れ得ぬ北海道の作家と文学』鼎書房、2012
- 『役行者のいる風景 寺社伝説探訪』新典社選書 2015

### 編著
- 『江戸の芸能・大泉黒石』宮本瑞夫共著　宮本企画、かたりべ叢書 1988
- 『中谷孝雄と古典』著・編　宮本企画、かたりべ叢書 1990
- 『日本奇談逸話伝説大事典』松本寧至共編　勉誠社、1994
- 『芥川竜之介『羅生門』作品論集成』全2巻、大空社 近代文学作品論叢書 1995
- 『異貌の神々と怨霊』勉誠出版、庶民宗教民俗学叢書 別冊 1 1998
- 『源平時代人物関係写真集 清盛・頼朝・義経・義仲』解説・撮影　勉誠社、1998
- 『怪奇・伝奇時代小説選集』全15冊　1999-2000、春陽文庫
- 『捕物時代小説選集』全8冊　1999-2000　春陽文庫
- 『芥川龍之介『羅生門』作品論集』クレス出版 近代文学作品論集成 2000
- 『京都魔界紀行』編著　勉誠出版、2000
- 『島尾敏雄事典』島尾ミホ共編　勉誠出版、2000
- 『日本説話伝説大事典』諏訪春雄共編著　勉誠出版、2000
- 『安倍晴明陰陽師超能力者』豊嶋泰國共編　勉誠出版、2001
- 『安倍晴明陰陽師伝奇文学集成』勉誠出版、2001
- 『石原慎太郎を知りたい 石原慎太郎事典』勉誠出版、2001
- 『芥川龍之介大事典』勉誠出版、2002
- 『赤穂浪士伝奇』勉誠出版、べんせいライブラリー 時代小説セレクション　2002
- 『黒の怪』勉誠出版、べんせいライブラリー ミステリーセレクション　2002
- 『司馬遼太郎の世界』至文堂、「国文学解釈と鑑賞」別冊　2002
  - 『司馬遼太郎事典』勉誠出版、2007。項目部を増訂
- 『島尾敏雄『死の棘』作品論集』クレス出版、近代文学作品論集成 2002
- 『魔の怪』勉誠出版、べんせいライブラリー ミステリーセレクション 2002
- 『水木しげるの魅力』勉誠出版、2002
- 『宮本武蔵伝奇』勉誠出版、べんせいライブラリー 時代小説セレクション　2002
- 『柳生秘剣伝奇』勉誠出版、時代小説セレクション　2002
- 『罠の怪』勉誠出版、べんせいライブラリー ミステリーセレクション　2002
- 『安倍晴明夢占い』勉誠出版、べんせいライブラリー まじない秘法セレクション　2003
- 『五木寛之風狂とデラシネ』勉誠出版、2003
- 『白の怪』勉誠出版、べんせいライブラリー ミステリーセレクション　2003
- 『神拝祭式加持祈祷神伝』勉誠出版、べんせいライブラリー まじない秘法セレクション　2003
- 『神霊まじない秘法伝』勉誠出版、べんせいライブラリー まじない秘法セレクション　2003
- 『姓氏家系歴史伝説大事典』勉誠出版、2003
- 『人間心理の怪』勉誠出版、べんせいライブラリー ミステリーセレクション　2003
- 『水の怪』勉誠出版　べんせいライブラリー ミステリーセレクション　2003
- 『山田風太郎幻妖のロマン』勉誠出版、2003
- 『将軍・乃木希典』勉誠出版、2004
- 『新選組伝奇』勉誠出版、2004
- 『忍法からくり伝奇』勉誠出版、2004
- 『合戦騒動事典』歴史と文学の会共編　勉誠出版、2005
- 『太宰治大事典』渡部芳紀共編　勉誠出版、2005
- 『源義経 謎と怪奇』勉誠出版、2005
- 『もののけと悪霊祓い師』勉誠出版、2005
- 『神戸残照久坂葉子』柏木薫,久坂葉子研究会共編　勉誠出版、2006
- 『名作日本の怪談 四谷怪談・牡丹灯籠・皿屋敷・乳房榎』角川ソフィア文庫、2006
- 『怪談累ケ淵』編著　勉誠出版、2007
- 『怪談実話集』編著　河出文庫、2007
- 『京都異界の旅』編著　勉誠出版、2007
- 『藤沢周平事典』勉誠出版、2007
- 『姓氏4000歴史伝説事典』勉誠出版、2008
- 『天皇皇族歴史伝説大事典』勉誠出版、2008
- 『松本清張事典 増補版』歴史と文学の会共編　勉誠出版、2008
- 『江戸川乱歩徹底追跡』勉誠出版、2009
- 『坂本龍馬事典』勉誠出版、2009
- 『坂本龍馬と幕末動乱の時代』勉誠出版、2009
- 『社寺縁起伝説辞典』奥山芳広共編　戎光祥出版、2009
- 『戦前のこわい話 近代怪奇実話集』河出文庫　2009
- 『日本文化文学人物事典』針原孝之共編　鼎書房、2009
- 『江戸の都市伝説 怪談奇談集』2010　河出文庫
- 『検証島尾敏雄の世界』島尾伸三共編　勉誠出版、2010
- 『孝女白菊』編著　勉誠出版、2010
- 『山頭火徹底追跡』勉誠出版、2010
- 『戦国武将奇聞 神仏信仰・呪術・異能力…群雄たちの知られざる真実』学研パブリッシング、2010
- 『福岡県文学事典』勉誠出版、2010
- 『戦国残照お江とその時代』勉誠出版、2011
- 『大震災の記録と文学』勉誠出版、2011
- 『日本ミステリアス妖怪・怪奇・妖人事典』勉誠出版、2011
- 『わが心の妙好人 市井に生きた善人たち』勉誠出版、2011
- 『北海道文学事典』勉誠出版、2013
- 『怪異な話 本朝不思議物語』編　河出文庫、2015
- 『真田幸村歴史伝説文学事典』勉誠出版 2015
- 『島尾敏雄とミホ 沖縄・九州』島尾伸三共編 鼎書房 2015
- 『吉川英治事典』勉誠出版 2016
- 『西郷隆盛事典』勉誠出版 2018
- 『遠野集　定本犀星句集』、『とみ子發句集』編　各・鼎書房 2019

### 現代語訳
- 源顕兼『古事談 中世説話の源流』現代訳、教育社新書 1980
- 『島原合戦記』現代訳、教育社新書 1989
- 『藤原四代』現代語訳・著、富士出版 1993
- 根岸鎮衛『耳袋の怪』角川ソフィア文庫 2002
- 『新訳『五輪書』 宮本武蔵を読む』大法輪閣 2003
- 蒲松齢『聊斎志異の怪』角川文庫 2004
- 『江戸怪奇草紙』編訳　角川ソフィア文庫 2005
- 『新編百物語』編訳　河出文庫 2005
- 『現代語訳応仁記』ちくま学芸文庫 2017
- 『山峡奇談』編訳　河出文庫 2020
- 『怪談「諸国百物語」 現代語訳』河出書房新社 2020
- 『実話怪談幽霊百話』河出書房新社 2021

### 監修
- 『図説眠れないほど怖くなる！日本の妖怪図鑑』青春出版社〈青春文庫〉、2020年8月。ISBN 978-4-413-09760-4。
- 『図説日本の異界を歩く！遠野物語』青春出版社〈青春文庫〉、2021年5月。ISBN 978-4-413-09777-2。